# رونالد مور
 رونالد مور (انگلیسی: Ronald D. Moore؛ زادهٔ ۵ ژوئیهٔ ۱۹۶۴) یک فیلم‌نامه‌نویس، هنرپیشه، و کارگردان اهل ایالات متحده آمریکا است.